# FC Hegelmann
FC Hegelmann is een Litouwse voetbalclub uit Raudondvaris. 

## Historische namen
- 2009–2021: Football Club Hegelmann Litauen
- 2022-heden: Football Club Hegelmann

## Erelijst
- Pirma lyga (D2)

2 plaats: 2020
- Antra lyga (D3)

1 plaats: 2018
- Beker van Litouwen

Winnaar:
Finalist: 2022

## Seizoen na seizoen
| Seizoen | Niveau | Liga       | Plaats | Webplaats | Opmerkingen |
| ------- | ------ | ---------- | ------ | --------- | ----------- |
| 2016    | 2.     | Pirma lyga | 10.    | [ 2 ]     | degradeerde |
| 2017    | 3.     | Antra lyga | 6.     | [ 3 ]     |             |
| 2018    | 3.     | Antra lyga | 1.     | [ 4 ]     | promoveerde |
| 2019    | 2.     | Pirma lyga | 7.     | [ 5 ]     |             |
| 2020    | 2.     | Pirma lyga | 2.     | [ 6 ]     | promoveerde |
| 2021    | 1.     | A lyga     | 5.     | [ 7 ]     |             |
| 2022    | 1.     | A lyga     | 4.     | @         |             |
| 2023    | 1.     | A lyga     | 5.     | @         |             |
| 2024    | 1.     | A lyga     | 2.     | @         |             |
| 2025    | 1.     | A lyga     | .      | @         |             |

## In Europa
#Q = #kwalificatieronde, T/U = Thuis/Uit, W = Wedstrijd, PUC = punten UEFA coëfficiënten .
Uitslagen vanuit gezichtspunt FK Riteriai/FC Hegelmann
| Seizoen | Competitie        | Ronde | Land                     | Club                      | Totaalscore | 1e W    | 2e W    | PUC | Naam |
| ------- | ----------------- | ----- | ------------------------ | ------------------------- | ----------- | ------- | ------- | --- | ---- |
| 2023/24 | Conference League | 1Q    | Vlag van Noord-Macedonië | KF Shkupi                 | 0-5         | 0-5 (T) | 0-0 (U) | 0.5 |      |
| 2025/26 | Conference League | 1Q    | Vlag van Ierland         | St. Patrick's Athletic FC | 0-3         | 0-1 (U) | 0-2 (T) | 0.0 |      |

Totaal aantal punten voor UEFA Coëfficiënten: 0.5
Zie ook
- Deelnemers UEFA-toernooien Litouwen
- Ranglijst van alle clubs die in de diverse Europa Cups zijn uitgekomen

## Bekende (ex-)spelers
- Ignas Plūkas (2021–)
- Nauris Petkevičius (2021, 2023)